# Liste der Baudenkmäler in Hohenwarth (Landkreis Cham)
Auf dieser Seite sind die Baudenkmäler in der Oberpfälzer Gemeinde Hohenwarth zusammengestellt. Diese Tabelle ist eine Teilliste der Liste der Baudenkmäler in Bayern. Grundlage ist die Bayerische Denkmalliste, die auf Basis des Bayerischen Denkmalschutzgesetzes vom 1. Oktober 1973 erstmals erstellt wurde und seither durch das Bayerische Landesamt für Denkmalpflege geführt wird. Die folgenden Angaben ersetzen nicht die rechtsverbindliche Auskunft der Denkmalschutzbehörde.
 Die Liste gibt den Fortschreibungsstand vom 3. Juli 2018 wieder und umfasst sechzehn Baudenkmäler.

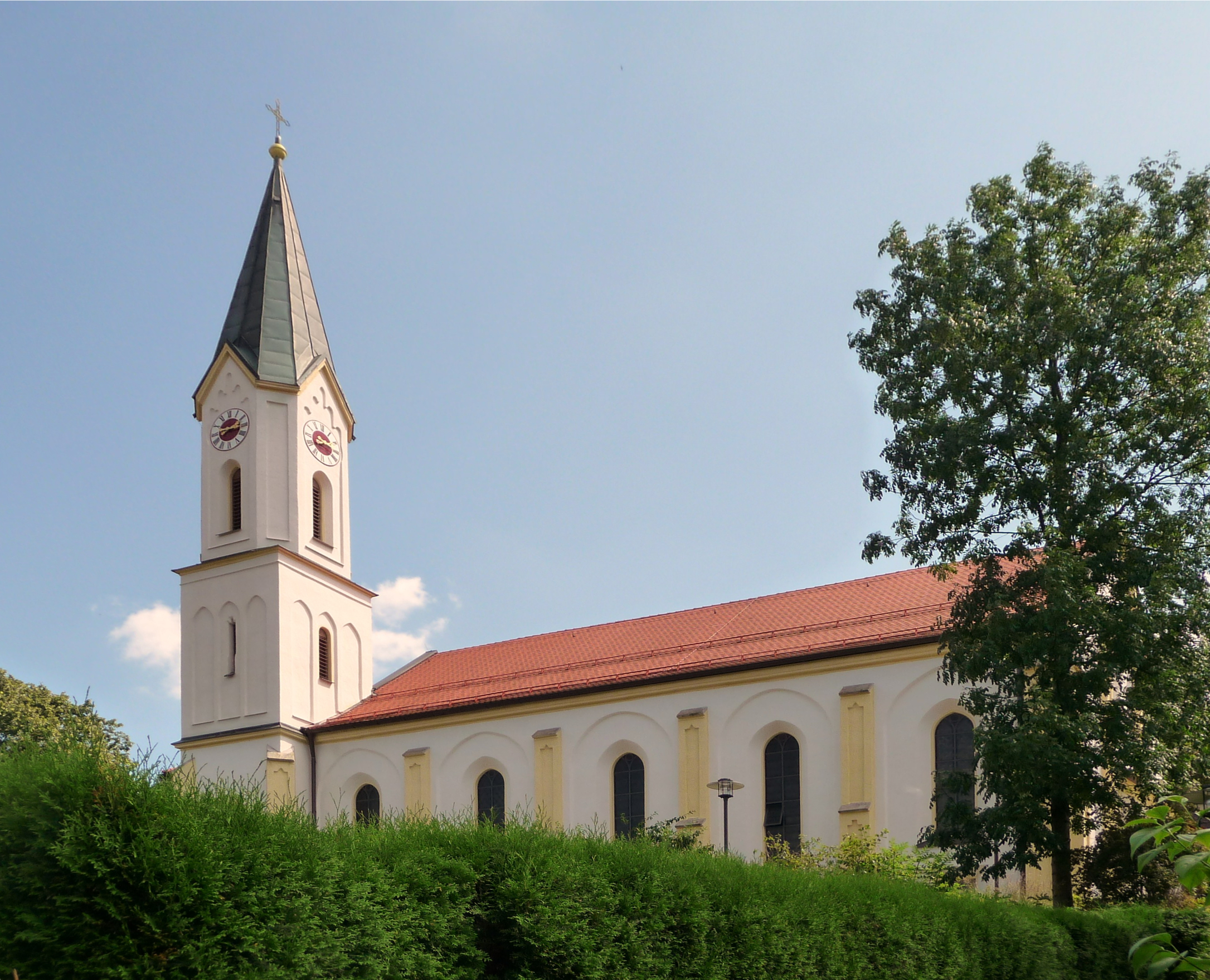
Pfarrkirche von Hohenwarth

## Baudenkmäler nach Ortsteilen

### Hohenwarth
| Lage                          | Objekt                                       | Beschreibung | Akten-Nr.             | Bild           |
| ----------------------------- | -------------------------------------------- | --- | --------------------- | -------------- |
| Hackergasse 1 (Standort)      | Waldlerhaus                                  | Eingeschossiger und giebelständiger Blockbau mit Satteldach und Giebelschrot, vor Mitte 19. Jahrhundert. | D-3-72-135-3 Wikidata | BW             |
| Hauptstraße 14 (Standort)     | Waldlerhaus                                  | Eingeschossiger und giebelständiger, gestelzter Blockbau mit Flachsatteldach und Giebelschrot, frühes 19. Jahrhundert. | D-3-72-135-4 Wikidata | BW             |
| In Hohenwarth (Standort)      | Burgstall                                    | Mittelalterliche Mauerreste. | D-3-72-135-19         | BW             |
| Kirchstraße 20; 10 (Standort) | Katholische Pfarrkirche St. Johannes Baptist | Saalbau mit eingezogenem Chor, abgewalmtem Satteldach und Chorflankenturm mit Spitzdach, Werksteingliederungen, neugotisch, 1861, mit Ausstattung; Friedhofskapelle, Chor und Teil des Langhauses der spätgotischen Expositurkirche St. Johannes Baptist, 15./16. Jahrhundert; mit Ausstattung; Eingang zum Friedhof mit zwei Steinurnen, Granit, klassizistisch, Anfang 19. Jahrhundert; Grabstein, Priestergrab für Johann Baptist Brindl, Sockel mit Reliefs und Urnenaufsatz, Granit und Kalkstein, klassizistisch, bezeichnet mit „1817“. | D-3-72-135-5 Wikidata | weitere Bilder |
| Schloßgasse 1 (Standort)      | Ehemaliges Schloss                           | Zweigeschossige Vierflügelanlage über unregelmäßigem Grundriss mit Walmdächern und Toreinfahrten im West- und Ostflügel, ab 1570 durch Ludwig VII. von Eyb errichtet, um 1650/55 zur heutigen Vierflügelanlage durch Johann Franz Reittorner ausgebaut, im 18. Jahrhundert und neuzeitlich verändert. | D-3-72-135-7 Wikidata | weitere Bilder |

### Ansdorf
| Lage                         | Objekt                                 | Beschreibung                                                                                  | Akten-Nr.              | Bild |
| ---------------------------- | -------------------------------------- | --------------------------------------------------------------------------------------------- | ---------------------- | ---- |
| Am Wallerbach 1/2 (Standort) | Wegkapelle, sogenannte Hussitenkapelle | Abgewalmter Satteldachbau mit Schindeldachung, wohl 19. Jahrhundert; mit älterer Ausstattung. | D-3-72-135-16 Wikidata | BW   |

### Gotzendorf
| Lage                            | Objekt      | Beschreibung                                                                                            | Akten-Nr.             | Bild |
| ------------------------------- | ----------- | --- | --------------------- | ---- |
| Kötztinger Straße 14 (Standort) | Waldlerhaus | Zweigeschossiger und traufständiger Satteldachbau mit Blockbau-Obergeschoss, 1836, teilweise verändert. | D-3-72-135-8 Wikidata | BW   |
| Mühläcker (Standort)            | Wegkapelle  | Offenes Gehäuse mit Satteldach, wohl erste Hälfte 19. Jahrhundert, Dach erneuert.                       | D-3-72-135-9 Wikidata | BW   |

### Haselstauden
| Lage                       | Objekt      | Beschreibung                                                                                                | Akten-Nr.              | Bild |
| -------------------------- | ----------- | --- | ---------------------- | ---- |
| Ferienzentrum 1 (Standort) | Waldlerhaus | Eingeschossiger Flachsatteldachbau mit Giebelschrot und Dachüberstand, Blockbau, teilweise massiv, um 1800. | D-3-72-135-18 Wikidata | BW   |

### Hudlach
| Lage                 | Objekt      | Beschreibung | Akten-Nr.             | Bild |
| -------------------- | ----------- | --- | --------------------- | ---- |
| Abendberg (Standort) | Waldkapelle | Giebelständiges offenes Gehäuse mit Satteldach und Totenbrettern, 19. Jahrhundert und erste Hälfte 20. Jahrhundert. | D-3-72-135-6 Wikidata | BW   |

### Hundzell
| Lage                   | Objekt     | Beschreibung                                                          | Akten-Nr.              | Bild |
| ---------------------- | ---------- | --------------------------------------------------------------------- | ---------------------- | ---- |
| In Hundzell (Standort) | Hofkapelle | Giebelständiger Satteldachbau, wohl 18. Jahrhundert; mit Ausstattung. | D-3-72-135-10 Wikidata | BW   |

### Simpering
| Lage                      | Objekt                     | Beschreibung | Akten-Nr.              | Bild                       |
| ------------------------- | -------------------------- | --- | ---------------------- | -------------------------- |
| Lamer Straße 5 (Standort) | Wohnhaus                   | Zweigeschossiger und giebelständiger Satteldachbau mit Fußwalm, Erkern und Holzgalerien, nach 1900. | D-3-72-135-11 Wikidata | Wohnhaus                   |
| Lamer Straße 8 (Standort) | Ehemaliger Brauereigasthof | Zweigeschossiger Walmdachbau mit Zwerchhaus und Putzgliederungen, 1870; geschlossener Wirtschaftshof, Dreiflügelanlage mit Putzgliederung und Seitentoren, gleichzeitig, Dachtragwerk nach Brand 1956 in Teilen erneuert; Achteckpavillon mit Fensterpaaren und Putzrahmungen, neugotisch, Ende 19. Jahrhundert. | D-3-72-135-12 Wikidata | Ehemaliger Brauereigasthof |

### Unterzettling
| Lage                       | Objekt        | Beschreibung | Akten-Nr.              | Bild |
| -------------------------- | ------------- | --- | ---------------------- | ---- |
| Unterzettling 4 (Standort) | Wasserstollen | Rund 40 Meter langer Kanal mit segmentbogig gewölbter Brunnenstube und Steingewänden, wohl neuzeitlich.                               | D-3-72-135-13 Wikidata | BW   |
| Unterzettling 5 (Standort) | Bauernhaus    | Zweigeschossiger und giebelständiger Wohnstallbau mit Flachsatteldach, Blockbau-Obergeschoss und Giebelschrot, bezeichnet mit „1852“. | D-3-72-135-15 Wikidata | BW   |
| Unterzettling 6 (Standort) | Hofkapelle    | Halbrund schließender Satteldachbau, letztes Drittel 19. Jahrhundert; mit Ausstattung.                                                | D-3-72-135-14 Wikidata | BW   |

## Ehemalige Baudenkmäler
| Lage                       | Objekt                           | Beschreibung | Akten-Nr.              | Bild |
| -------------------------- | -------------------------------- | --- | ---------------------- | ---- |
| Gibachtstraße 5 (Standort) | Waldlerhaus, ehemaliger Wohnteil | Zweigeschossiger und traufständiger, teilweise verputzter Blockbau mit Flachsatteldach und verschaltem Giebelschrot, 1. Viertel 19. Jahrhundert | D-3-72-135-17 Wikidata | BW   |